# Cercyridae
Famille
Les Cercyridae sont une famille de vers plats marins de l'ordre des Tricladida (infra-ordre des Maricola et super-famille des Cercyroidea).

## Systématique
Le nom valide complet avec auteur de ce taxon est Cercyridae Bohmig, 1906.

### Sous-taxons
Selon la base de données World Register of Marine Species (4 février 2024), la famille des Cercyridae regroupe les sous-familles et genres suivants :
- Famille des Cercyridae :
  - sous-famille des Cercyrini Böhmig, 1906
    - genre Cerbussowia Wilhelmi, 1909
    - genre Cercyra Schmidt, 1861
    - genre Pacifides Holmquist & Karling, 1972
    - genre Probursa Hyman, 1944
    - genre Puiteca Du Bois-Reymond Marcus, 1955
    - genre Sabussowia Böhmig, 1906

  - genre Oregoniplana Holmquist & Karling, 1972
  - genre Stummeria Böhmig, 1908